# Segóvia (província)
Segóvia (em castelhano: Segovia) é uma província no centro da Espanha, no sudeste da comunidade autónoma de Castela e Leão. A sua capital é Segóvia.
Trata-se de uma província de baixa densidade populacional, sendo o seu principal sector económico actualmente composto pelos serviços e criação de gado. Do total de população da província, cerca de 35% vive na capital, Segóvia.
O clima é mediterrânico-continental com invernos prolongados, secos e frios, e verões calorosos, embora curtos. Conta com importantes recursos culturais, fruto de um passado muito importante, nomeadamente durante o processo de Reconquista cristã da Península Ibérica. 
Esta província tem comboio de alta velocidade que liga Valladolid a Madrid.

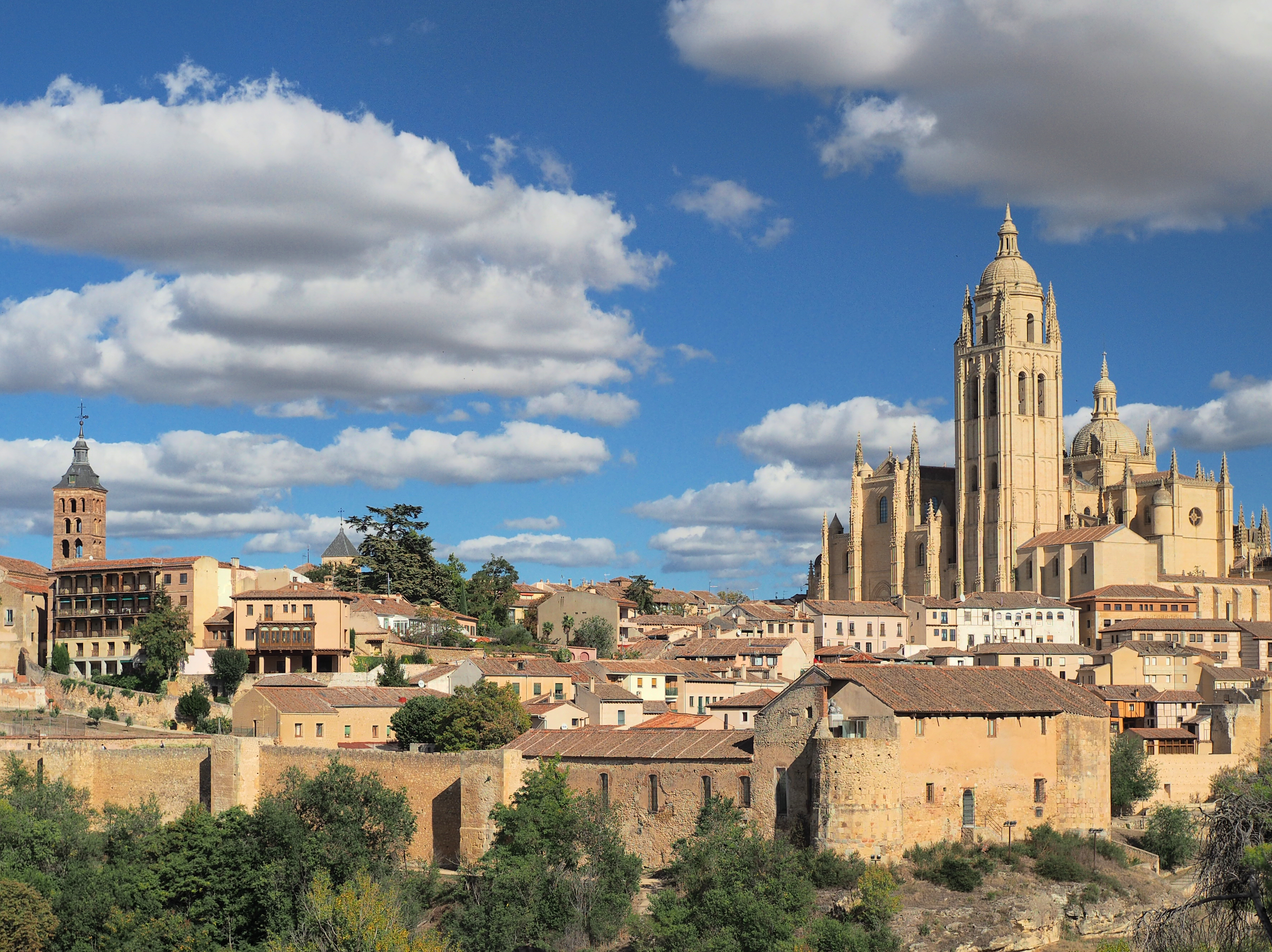
Cidade de Segóvia